# Kostel svaté Kateřiny (Stránské)
Kostel svaté Kateřiny ve Stránském je barokní stavbou, původně z roku 1616, upravenou po požáru (1768, úderem blesku) v roce 1780. V roce 1795 byla zrušena místní fara, kostel se stal filiálním. Kostel je chráněn jako kulturní památka České republiky.

## Historie
V roce 1616 Jan Kobylka z Kobylí nechal postavit luteránský kostel. V roce 1623 odkoupil kostel řád německých rytířů, kostel byl rekatolizován a zasvěcen sv. Kateřině. V roce 1749 byl přestavěn na nový barokní kostel. V roce 1768 úder blesku kostel poškodil a byl opraven až v roce 1780. Jeho opravu dotovali místní rodáci bratři Schieblové. V roce 1795 byla zrušena fara, kostel se stal filiálním kostelem.